# Dolní Hradiště (hradiště)
Dolní Hradiště (též Příkopy) je pravěké a raně středověké hradiště asi jeden kilometr východně od stejnojmenné obce v okrese Plzeň-sever. Plocha hradiště je zemědělsky využívána, a proto se z původních tří valů zachoval pouze jeden. Pozůstatky hradiště jsou chráněny jako kulturní památka ČR.

## Historie
Lokalita byla osídlena v pozdní době halštatské, časně laténské a později od devátého do počátku desátého století v době hradištní. Období výstavby opevnění je nejasné, ale mohlo vzniknout alespoň částečně již v době halštatské a ve středověku bylo pouze přestavěno. Archeologický výzkum z roku 1926 prozkoumal čtyři kulturní jámy, které obsahovaly kosti skotu, koz a ovcí a zlomky keramiky, ze kterých byly zrekonstruovány dvě pražnice, dvě zásobnicovité nádoby a mísovitý hrnec.

## Stavební podoba

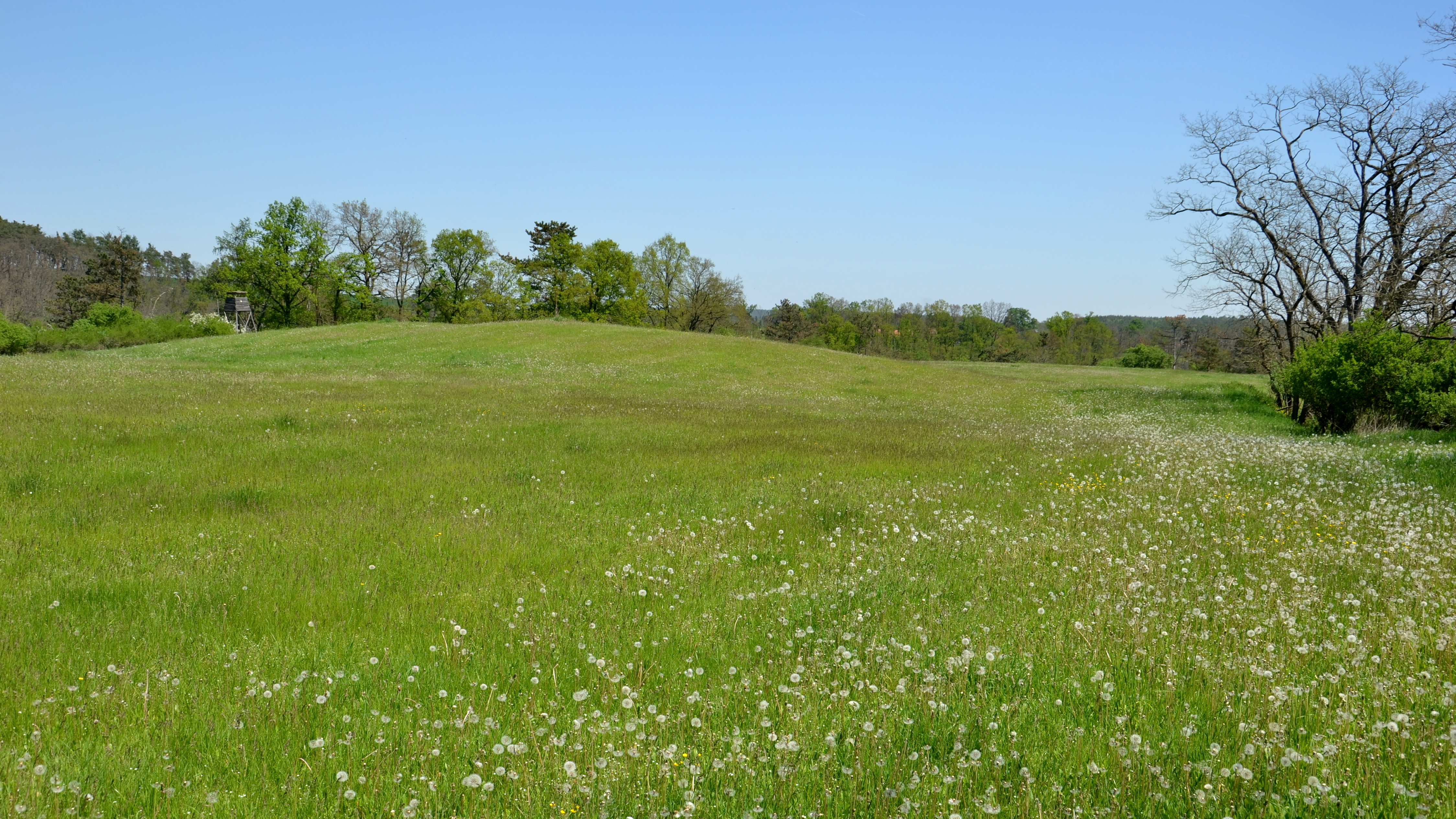
Terénní vlna východního valu

Hradiště se nachází na ostrožně nad soutokem řeky Střely a Kralovického potoka. Přístupnou západní stranu původně chránily tři valy, ale dva západnější byly zcela rozorány. Částečně se dochoval pouze východní val, který by mohl pocházet z doby halštatské. Po opuštění byly hradby využívány jako zdroj stavebního kamene.